# Lilioceris
Lilioceris (лат.) — род жуков (Coleoptera) из подсемейства трещалок (Criocerinae) в семействе листоедов (Chrysomelidae).

## Распространение
На территории бывшего СССР распространены 5 видов.

## Описание
Переднеспинка с глубокой перетяжкой посередине. Перетяжка за глазами на верхней стороне не вырезана, по бокам не глубокая.

## Экология
Взрослые жуки и их личинки живут на растениях семейств лилейных (Liliaceae) и диоскорейных (Dioscoreaceae).

## Систематика
Включает около 150 видов. Некоторые виды этого рода:
- Lilioceris bakewelli (Baly, 1859)
- Lilioceris chamelus (Duvivier, 1884)
- Lilioceris exilis (Weise, 1923)
- Lilioceris faldermanni (Guérin-Méneville, 1829)
- Lilioceris laeviuscula (Weise, 1882)
- Lilioceris lilii (Scopoli, 1763)
- Lilioceris merdigera (Linnaeus, 1758)
- Lilioceris nigripes (Fabricius, 1775)
- Lilioceris schneideri (Weise, 1900)
- Lilioceris severini (Jacoby, 1893)
- Lilioceris stercoraria (Linnaeus, 1767)
- Lilioceris tibialis (A. et G.B. Villa, 1838)